# Isabel Gondim
Isabel Gondim (Papari, 5 de julho de 1839 — Natal, 10 de junho de 1933) foi uma escritora e professora brasileira. Foi a primeira mulher a se tornar sócia efetiva do Instituto Histórico e Geográfico do Rio Grande do Norte e do Instituto Arqueológico Pernambucano.